# Common Side Effects
Common Side Effects (en español: Efectos colaterales o Efectos secundarios) es una serie de televisión animada para adultos estadounidense creada por Joseph Bennett y Steve Hely.
El episodio piloto se estrenó de forma privada en el Festival Internacional de Cine de Animación de Annecy en junio de 2024. La serie se estrenó en Adult Swim el 2 de febrero de 2025, con gran éxito de crítica. El 28 de marzo del mismo año, se anunció la renovación de la serie para una segunda temporada.

## Argumento
Marshall y Frances, dos viejos amigos del instituto, se reencuentran después de que Marshall descubre el Blue Angel Mushroom, un hongo con efectos curativos que parece curar todas las enfermedades. En el proceso, también descubren una conspiración que involucra a Reutical Pharmaceuticals, Inc., una de las mayores compañías farmacéuticas, y al gobierno, para suprimir todo conocimiento sobre dicho hongo.

## Personajes
- Marshall Cuso: es el erudito y cauteloso protagonista de la serie, y fue amigo de Frances en el instituto. Es un experto en hongos que ha realizado obras de caridad en el extranjero y es astuto en sus enfrentamientos con la DEA.

- Frances Applewhite: es la asistente ejecutiva de Rick y compañera de laboratorio y amiga de Marshall en el instituto. Aunque al principio dudaba de los efectos del Ángel Azul, con el tiempo descubre el valor económico de los hongos y se siente motivada a intentar llevárselos a Rick para que cuide de su madre, a quien recientemente le diagnosticaron demencia.

- Rick Kruger: es el incompetente director ejecutivo de Reutical, quien constantemente molesta a Frances para que haga tareas rutinarias por él, como reservar habitaciones y cambiar de canal. También disfruta de los videojuegos de simulación agrícola, a menudo jugando en entornos inapropiados como el trabajo y eventos formales.

- Agente Copano: es un agente de la DEA, que es descrita como alguien «un poco boba, pero muy pragmática en su trabajo». Trabaja junto a su compañero Harrigton en busca de atrapar a Marshall y sus hongos.

- Agente Harrington: es un agente de la DEA, que es descrito como un «fanático de las teorías de la conspiración» y a quien le gusta «conectar cabos cuando probablemente no deberían estarlo». A menudo está unido a su compañera Copano con el objetivo de atrapar a Marshall y sus hongos.

- Jonas Backstein: es un poderoso financiero suizo y miembro de la junta directiva de Reutical con fuertes vínculos internos con el gobierno federal y que está concentrado en destruir a Marshall y los hongos.

## Episodios
| N.º | Título              | Dirigido por  | Escrito por              | Fecha de emisión original | Audiencia (millones) |
| --- | ------------------- | ------------- | ------------------------ | ------------------------- | -------------------- |
| 1   | «Pilot»             | Camille Bozec | Joe Bennett & Steve Hely | 2 de febrero de 2025      | —                    |
| 2   | «Lakeshore Limited» | Sean Buckelew | Steve Hely               | 2 de febrero de 2025      | —                    |
| 3   | «Hildy»             | Vincent Tsui  | Emma Barrie              | 9 de febrero de 2025      | —                    |
| 4   | «Dumpsite»          | Camille Bozec | Jean Kyoung Frazier      | 16 de febrero de 2025     | —                    |
| 5   | «Star-Tel-Lite»     | Sean Buckelew | Dave King                | 23 de febrero de 2025     | —                    |
| 6   | «In the System»     | Vincent Tsui  | Jon Foor                 | 2 de marzo de 2025        | —                    |
| 7   | «Blowfish»          | Camille Bozec | Karey Dornetto           | 9 de marzo de 2025        | —                    |
| 8   | «Amelia & Wyatt»    | Sean Buckelew | Dan Schofield            | 16 de marzo de 2025       | —                    |
| 9   | «Cliff's Edge»      | Vincent Tsui  | Sophie Kriegel           | 23 de marzo de 2025       | —                    |
| 10  | «Raid»              | Camille Bozec | Steve Hely               | 30 de marzo de 2025       | —                    |

## Reparto
| Personaje         | Actor original      | Actor de doblaje (Hispanoamérica) |
| ----------------- | ------------------- | --------------------------------- |
| Marshall          | Dave King           | Jaime Collepardo                  |
| Frances           | Emily Pendergast    | Scarlett Bernal                   |
| Rick              | Mike Judge          | Raúl Solo                         |
| Jonas             | Danny Huston        | Beto Castillo                     |
| Agente Copano     | Joseph Lee Anderson | Sergio Crispín                    |
| Agente Harrington | Martha Kelly        | Ana Lobo                          |